# Choriptera
Choriptera là chi thực vật có hoa trong họ Amaranthaceae.